# Лоранта (Бихор)
Лоранта (рум. Loranta) насеље је у Румунији у округу Бихор у општини Брустури. Oпштина се налази на надморској висини од 374 m.

## Становништво
Према подацима из 2002. године у насељу је живело 101 становника.

### Попис2002.
| Расподела становништва по националности 2002.‍ | Расподела становништва по националности 2002.‍ | Расподела становништва по националности 2002.‍ | Расподела становништва по националности 2002.‍ | Расподела становништва по националности 2002.‍ |
| --------------------------------------------- | --------------------------------------------- | --------------------------------------------- | --------------------------------------------- | --------------------------------------------- |
|                                               |                                               |                                               |                                               |                                               |
| Румуни                                        | Румуни                                        |                                               | 54                                            | 53,5%                                         |
| Словаци                                       | Словаци                                       |                                               | 47                                            | 46,5%                                         |